# 穴吹ハウジングサービス
株式会社穴吹ハウジングサービス（あなぶきハウジングサービス）は、日本の不動産管理会社。香川県高松市に西日本本社、東京都に東京本社を置く。
分譲マンションなどの建物管理事業、賃貸仲介・開発事業、建築設計管理事業、損害保険代理店事業、不動産仲介事業、パーキングビジネス事業などを展開している。対外的な表示はひらがなを書き混ぜた「あなぶきハウジングサービス」を使用する。「あなぶきハウジンググループ」の中核企業で、「あなぶき興産グループ」を率いる穴吹興産とともに「あなぶきグループ」を構成する。

## 概説
分譲・賃貸マンションの管理事業を中心に事業展開しており、不動産におけるトータルハウジングサービス業を推進。
「わたしたちは“しあわせ『感』理”を実現します」との企業理念のもとに自社に関わるすべての人に、現在だけでなく将来に渡って“しあわせな生活”を送ってもらうために、画一的な『管』理だけでなく、社員一人ひとりが4つの『感（感性・感動・共感・感謝）』を理解し、顧客起点での住生活サービスの向上を提案・提供し続けることを目指している。

## 沿革
- 1983年 - 「株式会社ハウジングサービス」として設立し、 高松と岡山で業務開始
- 1985年 - 分譲マンションの管理業務開始
- 1987年 - 宅地建物取引業登録
- 1988年 - 商号を「株式会社穴吹ハウジングサービス」に変更
- 2006年 - 本社を穴吹ハウジング中央通りBLDに移転、あなぶきコールセンター開設
- 2010年 - 新企業理念を制定
- 2011年 - 株式会社セザールサポート、不動産管理および損害保険代理店業等各事業を、当社の完全子会社である株式会社あなぶきセザールサポートへ吸収分割
- 2012年 - 海外事業1か国目として台湾へ進出
- 2017年 - 海外事業2か国目としてベトナムへ進出
- 2018年
  - 次世代マンションプラットフォーム「HAPPY・IT（ハピット）[5]」サービス開始
  - 株式会社あなぶきセザールサポートを吸収合併
- 2019年 - カーシェアリングサービス「カーナ」開始
- 2020年 - 顔認証技術を利用した無人店舗「FACE MART[6]」開店
- 2021年 - 「焼酎バイオエナジー宮崎日南工場」を開設[7]
- 2022年 - 小規模マンションのデジタル管理「SMUSIA（スムシア）」サービス[8]開始、健康管理支援サービス「スグヘンゲ」開始
- 2024年 - 研究施設「バイオエナジーラボ日南」を開設

## グループ企業
- ホームライフ管理
- あなぶきファシリティサービス
- 東京ファシリティサービス
- あなぶき建設工業
- 日装・ツツミワークス
- ダイシン
- あなぶきデザイン&リフォーム
- あなぶきインシュアランス
- あなぶきパートナー九州
- あなぶき会計事務センター
- あなぶき社宅サービス
- あなぶきスペースシェア
- OneNote
- あなぶきデジタルサービス
- ヨコイ
- あなぶきレジデンシャル流通
- 穴吹公寓大廈管理維護有限公司（台湾）
- 穴吹東海保全股份有限公司 （台湾）
- ANABUKI NL VIETNAM （ベトナム）
- ANABUKI CLEAN SERVICE VIETNAM （ベトナム）
- ANABUKI ZEN VIETNAM （ベトナム）
- ANABUKI INTERIOR DESIGN （ベトナム）
- ANABUKI PROPERTY MANAGEMENT PHILIPPINES （フィリピン）